# Dve nevesti
Dve nevesti je drama Cvetka Golarja, ki je bila napisala leta 1932. Dogaja se na Gorenjskem.

## Osebe
- Melhar: kmet
- Melharica: njegova žena
- Liza, Minica: njuni hčeri
- Močeradnikov Miha
- Andrejka: njegov stric
- Napaljon: bogat kmet
- Nace: njegov sin
- Neža: potovka
- Mlinarjev hlapec
- Rožnikov Tone

## Zgodba

### 1. dejanje
Pri Melharjevih čakajo Lizinega snubca, po besedah potovke Neže strašno bogatega gorskega kmeta Miha; Melharjevina je zadolžena pri bogatem Napaljonu, dobra poroka je edino upanje. Da bi snubce prevarali, si v mlinu sposodijo vreče žita in napletejo kup laži. Močeradnikova sta očarana nad bogastvom neveste, sežejo si v roke in se domenijo, da pridejo Melharjevi v nedeljo na oglede v goro. Ko Močeradnikova odideta, pride vdovec Napaljon s sinom. Ta meče oči za Minico, Lizina zdrava lepota pa zmeša starega, da se omamljen vrti okrog nje; Lizi je kar prav, saj je štorasti Miha, ki ni znal nič lepega povedati, ni preveč navdušil, Nace pa naklepa, kako bi očetovo nagnjenje izrabil za svojo poroko z Minico.

### 2. dejanje
Napaljon zavrača Nacetovo željo po poroki, ko pride Melharica z Lizo prosit za novo posojilo, saj nimajo niti za ohcet; vrnili bodo, ko je ženin tako bogat ... Ko Napaljon izve, kdo je ženin, postane zelo dobre volje in obljubi, da bo denar prinesel v nedeljo k Močeradnikovim. Vtem prihiti Minica, Miha da razsaja po hiši in zahteva, da Lizi zapišejo še par volov. Melharica odhiti, Napaljon pospremi Lizo, Nace in Minica pa izrabita priložnosti in se menita, kako bi izvedla svoj načrt. Zaloti ju oče, ki še zmerom noče nič slišati o poroki; vendar se na tihem že mehča, saj mu Liza zmeraj bolj hodi po glavi: morda pa ima sin le prav, z Minico bi lahko prevzela materino posestvo, on pa ... Vtem prideta Andrejka in Miha Napaljona prosit za denar; pri njem sta že zadolžena do vratu, a zdaj se obeta bogata nevesta! Napaljon obljubi, da bo v nedeljo prinesel denar, potem se odloči, pokliče Naceta in mu pove, da bo pri Melharjevih snubil zanj in zase. Nace je presrečen, z očetom se prisrčno objameta.

### 3. dejanje
Miha in Andrejka si od sosedov sposodita živino, da bi oglednike prevarala s polnim hlevom, in sanjata o bodoči sreči in bogastvu. Mihu ni nič bo Lize, saj žensk ne mara, nje pa ga je celo strah, ko je tako zdrava in močna, kdove, kako bo? Ko Melharjevi pridejo, jima "gostoljubno" postrežejo z žganjem in suhimi hruškami, da je Liza močno razočarana. Nato gredo v hlev pogledat živino; a ko odprejo vrata, ko živina udere iz hleva in se razbeži na svoje domove. Napaljon, ki prav tedaj prispe, razkrije prevaro obeh družin in Liza bi se od sramote najraje vdrla v zemljo: kdo jo bo po vsem tem še hotel vzeti? Napaljon raznežen pove, da je to on, če ga le hoče, in Liza ga srečna sprejme. Paru se pridružita še Nace in Minica: ohcet bo, kakor je svet še ni videl, za prežarje so povabljeni tudi Miha in Andrejka in čenčasta Neža kakor ena sama velika družina - dve vasi bosta polni mladih Napaljonov in Napaljonk, ko pa prideta k hiši dve nevesti!